# Agencia de Proyectos de Investigación Avanzados de Defensa
La Agencia de Proyectos de Investigación Avanzados de Defensa, más conocida por su acrónimo DARPA, proveniente de su nombre original en inglés Defense Advanced Research Projects Agency, es una agencia del Departamento de Defensa de Estados Unidos responsable del desarrollo de nuevas tecnologías para uso militar. Fue creada en 1958 como consecuencia tecnológica de la llamada Guerra Fría y de la que surgieron los fundamentos de ARPANET, red que dio origen a Internet.
La agencia, denominada en su origen simplemente como ARPA, cambió su denominación en 1972, conociéndose en lo sucesivo como DARPA, por sus siglas en inglés. DARPA fue responsable de dar fondos para desarrollar muchas tecnologías que han tenido un gran impacto en el mundo: satélites, robots, redes de ordenadores (empezando con ARPANET, que después se desarrolló como Internet), así como NLS, el cual fue tanto un sistema de hipertexto como un precursor de la interfaz gráfica de usuario contemporánea.
La Agencia, bajo control del Departamento de Defensa se organizará en forma independiente de la comunidad de investigación y desarrollo militar. Su misión durante las próximas décadas la llevará a desarrollar y proveer aplicaciones tecnológicas no convencionales para la defensa de Estados Unidos ampliando la frontera tecnológica a favor de una organización reducida en número, pero flexible, libre de condicionamientos y dotada de científicos de élite. A.R.P.A. será la responsable de una gran parte de la investigación en ordenadores y comunicaciones de carácter innovador en EE. UU. durante los próximos años.
Su nombre original fue simplemente Agencia de Investigación de Proyectos Avanzados pero se renombró a DARPA (por Defensa) el 23 de marzo de 1972, volvió a cambiarse a ARPA el 22 de febrero de 1993 y otra vez a DARPA el 11 de marzo de 1996.
DARPA fue creado en 1958 en respuesta al lanzamiento soviético del Sputnik, con la misión de mantener a la tecnología de Estados Unidos en la carrera militar por delante de la de sus enemigos. Es independiente de otras agencias más convencionales de I+D y reporta directamente al consejo del Departamento de Defensa. DARPA tiene alrededor de 240 trabajadores, los cuales manejan un presupuesto de unos 3000 millones de dólares —2800 en 2012. Estos datos son solo promedios, puesto que DARPA está enfocado en proyectos de corto plazo (de dos a cuatro años) llevados a cabo por equipos pequeños y constituidos expresamente para dichos proyectos.

## Espionaje
DARPA fundó en enero de 2002 la Oficina de Información y Conocimiento (Information Awareness Office IAO por sus siglas en inglés) sin embargo dicha acción no tuvo una buena acogida alrededor del mundo, ya que sus actividades son criticadas duramente por incluir el acceso y búsqueda de información personal de cualquier ciudadano y sin necesidad de una orden judicial.
Esto se logró mediante la creación de enormes bases de datos informáticas para recoger y almacenar la información personal de cada uno en los Estados Unidos, incluyendo correos electrónicos personales, redes sociales, registros de tarjetas de crédito, llamadas telefónicas, registros médicos, y numerosas otras fuentes, sin ningún requisito para una orden de registro.

## Misión de DARPA
Según su propia presentación:

"DARPA es una agencia de defensa con un papel único dentro del Departamento de Defensa. DARPA no está vinculado a una misión operacional específica: DARPA proporciona opciones tecnológicas para el Departamento entero, y está diseñado para ser el motor tecnológico en la transformación del Departamento de Defensa".

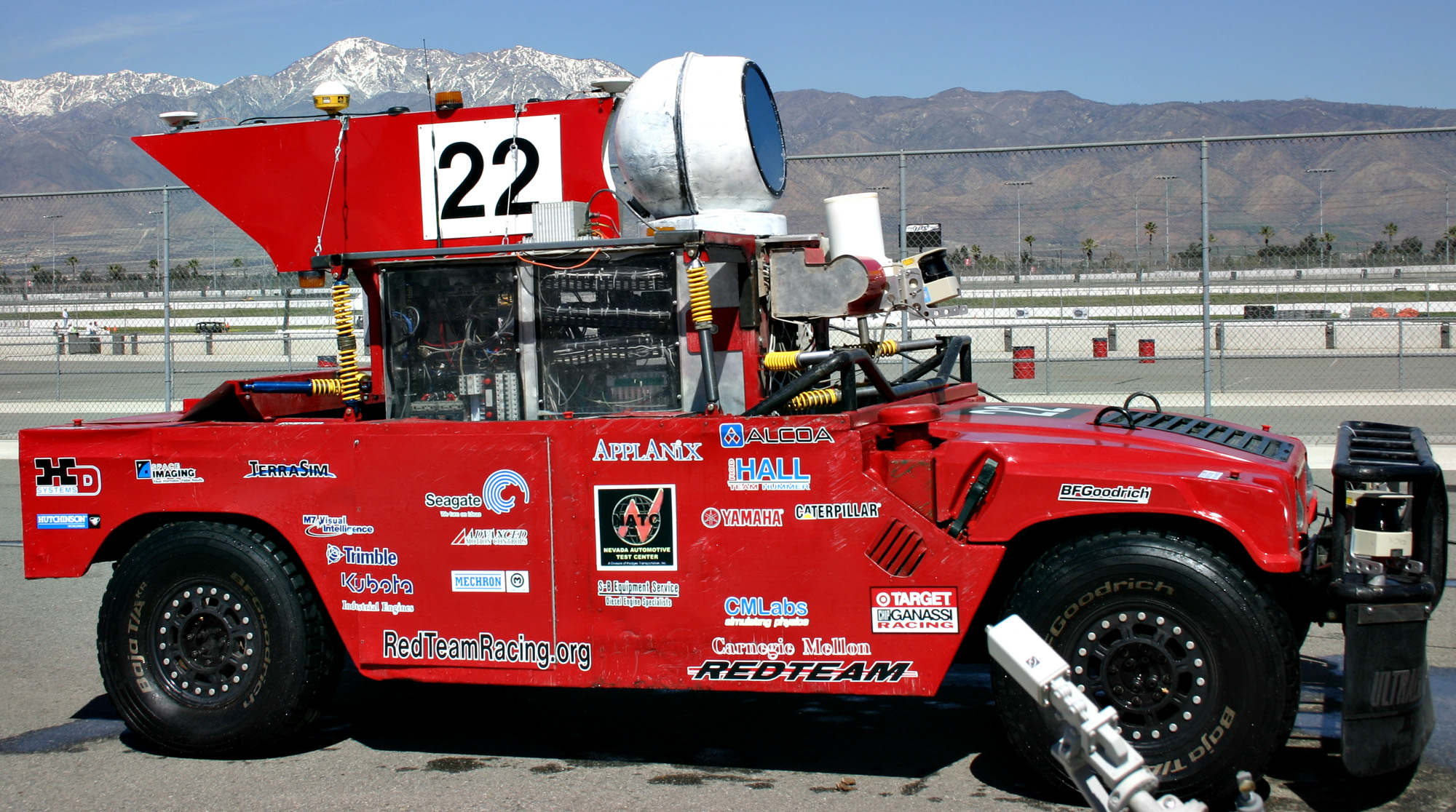
Vehículo autónomo que participa en el DARPA Grand Challenge como parte de la misión de DARPA de desarrollar nueva tecnología militar.

Las necesidades en tiempo inmediato y los requerimientos conducen en general a que el Ejército, la Armada, el Cuerpo de Marines y la Fuerza Aérea se enfoquen en aquellas necesidades que les reporten el mayor beneficio. En consecuencia, una extensa organización como el Departamento de Defensa necesita un lugar como DARPA cuyo único estatuto sea la innovación radical.
DARPA parece ir más allá de necesidades y requerimientos que se conocen hoy en día. Tal como lo han notado los historiadores militares: “el desarrollo inicial de ninguna de las armas más importantes que han transformado la guerra en el siglo XX –el avión, el tanque, el radar, el motor de propulsión a chorro, el helicóptero, el computador electrónico, ni siquiera la bomba atómica– se puede atribuir a un requisito doctrinal o a petición de la milicia.” Y DARPA podría añadir a esta lista los sistemas no tripulados, el Sistema de Posicionamiento Global (GPS por sus siglas en inglés) y tecnologías para Internet.

"La propuesta de DARPA es imaginar qué capacidades pudiera desear un comandante militar en el futuro, y acelerar estas capacidades de forma concreta a través de demostraciones tecnológicas. Esto no sólo proporciona opciones al comandante, sino que también cambia la mentalidad acerca de lo que es tecnológicamente posible hoy en día."

## Historia
DARPA fue creada como la Agencia de Proyectos Avanzados de Investigación (ARPA, en inglés), mediante la Ley Pública 85-325 y la directiva del Departamento de Defensa 5105.41, en febrero de 1958. Su creación estuvo directamente atribuida al lanzamiento del Sputnik y al hecho de que los EE. UU se dieron cuenta de que la Unión Soviética había desarrollado la capacidad de explotar tecnología militar de forma rápida. Adicionalmente, las comunidades políticas y de defensa reconocieron la necesidad de una organización de alto nivel del Departamento de Defensa que formule y ejecute proyectos de I+D que expandieran las fronteras de la tecnología más allá de los requerimientos inmediatos y específicos de los servicios militares y de sus laboratorios. En búsqueda de esta misión, DARPA ha desarrollado y transferido programas de tecnología que abarcan una gran variedad de disciplinas científicas, los cuales están dirigidos al espectro completo de necesidades de seguridad nacional.
De 1958 a 1967, el énfasis de ARPA estuvo concentrado en problemas importantes de nivel nacional, como investigación aeroespacial, defensa contra misiles balísticos, y detección de pruebas nucleares. En 1960, todos los programas espaciales de carácter civil fueron transferidos a la NASA, y aquellos de carácter militar se transfirieron a servicios individuales. Esto permitió que DARPA concentrara sus esfuerzos en el DEFENDER (acrónimo de defensa contra misiles balísticos), el Proyecto Vela (detección de pruebas nucleares), y los Programas AGILE (I+D antiinsurgente); y empezaran a trabajar en procesamiento computacional, ciencias del comportamiento y ciencias materiales. Los programas DEFENDER y AGILE conformaron la I+D en DARPA en campos de detección, vigilancia y energía dirigida; particularmente en el estudio de radares, detección infrarroja y de rayos X y gamma.

El diseño de interfaces de ordenador empezó en marzo de 1960, cuando J.C.R. Licklider publicó su escrito «La simbiosis hombre-ordenador». Lick, pues así le llamaban, era un psicólogo experimental y experto en acústica que llegó a ser un
converso y un mesías de la informática y dirigió los primeros trabajos informáticos del ARPA. Nicholas Negroponte

A finales de la década de 1960, con la transferencia de estos programas ya maduros a los Servicios, ARPA redefinió su papel y se concentró en un conjunto diverso de programas de investigación relativamente pequeños y esencialmente exploratorios. La agencia fue renombrada en 1972 como la Agencia de Proyectos Avanzados de Investigación en Defensa (DARPA en inglés), y a principios de los 70, se enfatizó en programas de energía directa, procesamiento de información y tecnología táctica.
En el área de procesamiento de información, DARPA dio grandes pasos, inicialmente a través del desarrollo de sistemas de tiempo compartido (todos los sistemas operativos modernos son descendientes del sistema Multics, que fue resultado del trabajo iniciado por DARPA en esta área), y posteriormente a través de la evolución de la ARPANET (red de telecomunicaciones precursora de Internet), e investigación de inteligencia artificial en campos como reconocimiento del habla y procesamiento de señales. DARPA también fundó el desarrollo del sistema de computación NLS por Douglas Engelbart y del Aspen Movie Map, el cual fue probablemente el primer sistema hipermedia y un importante precursor de la realidad virtual.
La polémica Enmienda Mansfield de 1973 limitó expresamente las asignaciones para investigación en defensa (a través de ARPA/DARPA) únicamente a proyectos que tuvieran aplicación militar directa. Algunos sostenían que la enmienda dejó devastada a la ciencia estadounidense, puesto que ARPA/DARPA en esa época fue una importante fuente de recursos para proyectos de ciencia básica; la National Science Foundation nunca asumió esta carencia de la forma que se esperaba. Pero la fuga de cerebros resultante fue también atribuida al estímulo que hubo al desarrollo de la naciente industria de computadores personales. Muchos jóvenes científicos de la computación migraron de las universidades a recién fundados laboratorios de investigación privados como el Xerox PARC.
De 1976 a 1981, predominaban proyectos de tecnología aérea, terrestre, marítima y espacial, tales como ataque a fuerzas de continuación con armas a distancia y Comando, Control, y Comunicaciones asociados; armamento táctico y programas antiarmamento; detección infrarroja para vigilancia espacial; tecnología de láser de alta energía para defensa espacial antimisiles; guerra antisubmarina; misiles de cruceros avanzados; aeronaves avanzadas; y aplicaciones de computación avanzada en defensa. Estas demostraciones de programas tecnológicos a gran escala iban en conjunto con investigación de circuitos integrados, que dio como resultado tecnología electrónica de escala ultrafina y dispositivos electrónicos que evolucionaron al programa VLSI y al programa de rayo de partículas, este último encargado por el congreso de Estados Unidos Muchos de los programas más exitosos fueron transformados a servicios, tales como las tecnologías de base en reconocimiento automático de objetivo, teledetección espacial, propulsión y materiales que fueron transferidas a la Organización de Iniciativas Estratégicas de Defensa (SDIO en inglés), ahora conocida como la Organización de Defensa de Misiles Balísticos (BMDO).
Durante los años 80, la atención de la agencia se centró en procesamiento de información y programas relacionados con desarrollo de aeroplanos, que incluyen el Avión Aeroespacial Nacional (NASP) o el Programa de Investigación Hipersónica. El Programa de Computación Estratégica permitió a DARPA explotar tecnologías avanzadas de procesamiento y de redes, y reconstruir y fortalecer las relaciones con las universidades después de la guerra de Vietnam. Además, DARPA empezó a buscar nuevos conceptos para satélites pequeños y ligeros (LIGHTSAT) y dirigió nuevos programas relacionados con manufactura de defensa, tecnología de submarinos y armamento/antiarmamento.
Algunos rumores dicen que en los 70 el Pentágono financió un proyecto para relacionar ciertos gráficos de ondas cerebrales con ciertos pensamientos con el fin de que fuera posible a través de un equipo leer los pensamientos de una persona a cierta distancia esto se ocuparía con fines de defensa según los dichos de Robert Stone.

## Organización actual
DARPA tiene ocho oficinas de programa, las cuales dan informe al director de DARPA, Dr. Stefanie Tompkins:
1. La Oficina de Tecnología Avanzada (ATO) investiga, demuestra y desarrolla proyectos de gran factura en áreas de telecomunicaciones, marítima, operaciones especiales, comando y control, aseguramiento de información y misiones de supervivencia.
2. La Oficina de Ciencias de la Defensa (DSO) busca las tecnologías más novedosas dentro de un amplio espectro de comunidades de investigación científica y de ingeniería, y desarrolla estas tecnologías en nuevas capacidades militares importantes y radicalmente nuevas.
3. La Oficina de Tecnología en Procesamiento de Información está enfocada en la invención de tecnologías de redes, computación y de software vitales para asegurar las superioridad militar del Departamento de Defensa.
4. La Oficina de Explotación de Información desarrolla tecnología de detección y de sistemas de información y sistemas con aplicación a concepción del campo de batalla, blancos, comando y control, y la infraestructura de apoyo requerida para dirigir amenazas de tierra en procesos dinámicos y de ciclo cerrado.
5. La misión de la Oficina de Tecnología en Microsistemas (MTO) se enfoca en la integración heterogénea a escala de microchip de sistemas electrónicos, fotónicos y microelectromecánicos (estos últimos también conocidos como MEMS). Su tecnología de alto riesgo y factura está dirigida a resolver los problemas de nivel nacional de protección contrataques biológicos, químicos y de información, y para proporcionar dominio operacional para comando y control móvil distribuido, guerra tripulada/no-tripulada combinada, y planeación y ejecución militar dinámica y adaptativa.
6. La Oficina de Proyectos Especiales investiga, desarrolla, demuestra y transforma tecnologías enfocadas a confrontar desafíos nacionales presentes y emergentes. Sus inversiones abarcan desde el desarrollo de tecnologías hasta la demostración de extensos sistemas prototipo. La SPO desarrolla tecnologías para contrarrestar la amenaza de instalaciones subterráneas usadas para propósitos como comando y control, almacenamiento y puesta en marcha de armas, y manufactura de armas de destrucción masiva. También desarrolla formas significativamente más efectivas en costo para contrarrestar misiles múltiples de bajo costo, vehículos de asalto urbano, y otras plataformas usadas para entrega, interferencia y vigilancia de armas. La SPO invierte en novedosas tecnologías espaciales a lo largo del espectro de aplicaciones de control espacial que incluyen acceso rápido, concepción situacional de espacio, contra-espacio y enfoques de detección a nivel táctico persistente que incluyen aberturas y estructuras en el espacio extremadamente grandes.
7. La Oficina de Tecnología Táctica se encarga de investigación militar avanzada de alto coste y riesgo, enfatizando el enfoque de "sistema" y "subsistema" al desarrollo de sistemas aeronáuticos, espaciales y terrestres así también como de procesadores empotrados y sistemas de control.
8. La Oficina Conjunta de Sistemas de Combate Aéreo No Tripulado (J-UCAS) es la actividad en DARPA a la cual se le ha encomendado el esfuerzo del Departamento de Defensa de desarrollar y demostrar los Sistemas de Combate Aéreo No Tripulado.
9. La Oficina de Tecnologías Biológicas (BTO) fomenta, demuestra y transiciones, avances en la investigación fundamental, descubrimientos y aplicaciones que integran la biología, la ingeniería y la informática para la seguridad nacional. Creado en abril de 2014 por el entonces director Arati Prabhakar, tomando programas de las divisiones MTO y DSO.[4]

## Proyectos DARPA
Los proyectos en DARPA son muy futuristas y los podemos tener desde investigar la invisibilidad de la materia, la inteligencia artificial, la robótica muy avanzada como son robots líquidos, el submarino volador o la granada nuclear, etc. Todos los nombres de los proyectos de DARPA están en inglés. Algunos de los proyectos reconocidos de DARPA más emblemáticos son los siguientes:

### Proyectos Activos

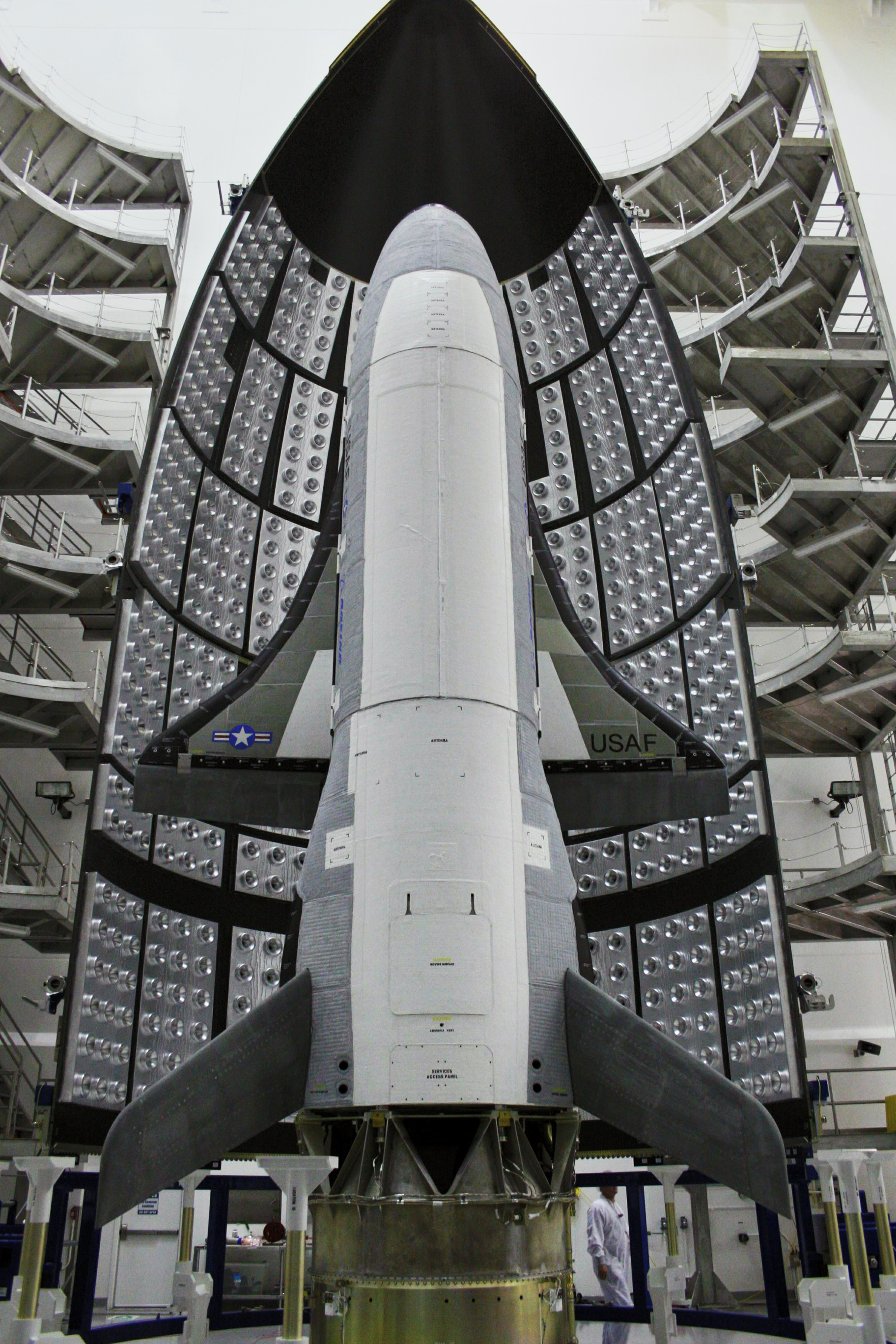
Vista del transbordador X-37 preparado para el lanzamiento en Cabo Cañaveral.

- ACTUV - Un proyecto para construir un buque de guerra antisubmarino.
- ArcLight (Missile) - Sistema de envío de armas con la capacidad de atacar objetivos casi en cualquier parte del mundo, basado en el misil SM-3.
- X-37b - Transbordador espacial robotizado sin tripulación y de pequeño tamaño fabricado por Boeing, que fue puesto en órbita en abril de 2010 utilizando un cohete de grandes dimensiones Atlas V para realizar experimentos científicos secretos. En el espacio despliega unas células solares en conjunto con unas baterías de ion-litio de última generación y está preparado para permanecer durante 9 meses en el espacio. Fue un proyecto original de la NASA iniciado en 1999 para después ser pasado a la Fuerza Aérea de los Estados Unidos y ser considerado como secreto. Tiene una masa de 5000 kg y unas dimensiones de 8,2 metros de largo x 4,5 metros de ancho. Dispone de un sistema de autodestrucción. Con una bodega para alojar diferentes cargas, diseñado para volar entre 200 y 900 km de altura y con aterrizaje sin tripulación y en modo automático.
- Integrated Sensor is Structure
- Boomerang (mobile shooter detection system) - Sistema acústico desarrollado por BBN Technologies para detectar francotiradores en vehículos de combate militar.
- CALO o "Cognitive Assistant that Learns and Organizes" - Software
- Combat Zones That See - "Rastrea todo lo visible" en una ciudad con un sistema masivo de cámaras y procesado de imagen posterior.
- DARPA XG
- EATR - Un robot táctico energéticamente autónomo.
- FALCON
- High Energy Liquid Laser Area Defense System
- High Productivity Computing Systems
- HTV-2 (Hypersonic Technology Vehicle-2) - Vehículo hipersónico para vuelos estratosféricos sin piloto a velocidad 6 veces la del sonido (Mach 6) realizó el primer vuelo en abril de 2010, donde fracasó el intento perdiendo el artefacto.
- Hulc - Exoesqueleto humano alimentado por baterías.
- MAHEM - Munición penetrante
- Northrop Grumman Switchblade - Artefacto de alta velocidad de gran alcance basado en un ala oblicua.
- Persistent Close Air Support
- Protein Design Procesados
- Remote-controlled insects[5]
- DARPA Silent Talk - Un programa capaz de identificar patrones EEG de palabras y capaz de transmitirlos para comunicaciones encubiertas.[6]
- System F6 - Fractionated Spacecraft
- XOS - Exoesqueleto militar.
- Transformer - Vehículo terrestre armado capaz de pasar a vehículo aéreo.[7]
- WolfPack[8]
- JUGGERNAUTS - Prototipos de trajes antibalísticos, los artificieros llevan una protección similar a la que se quiere proponer para el diseño de los trajes.

### Proyectos Pasados
- Project AGILE
- ARPANET, el predecesor de Internet
- Aspen Movie Map
- ASTOVL, precursor del Joint Strike Fighter Program[9]
- Boeing X-45
- CPOF
- DAML
- DARPA Grand Challenge - Competición de vehículos sin conductor
- DARPA Network Challenge[10]
- DEFENDER
- High Performance Knowledge Bases
- HISSS
- Hypersonic Research Program
- I3 (Intelligent Integration of Information)
- Internet
- Project MAC
- MQ-1 Predator
- Multics
- NLS/Augment
- Onion routing
- Passive radar
- Policy Analysis Market
- POSSE
- Rapid Knowledge Formation
- Sea Shadow
- Strategic Computing Program
- Synthetic Aperture Ladar for Tactical Applications (SALTI)
- SURAN (1983–87)
- Project Vela (1963)

## Controversia

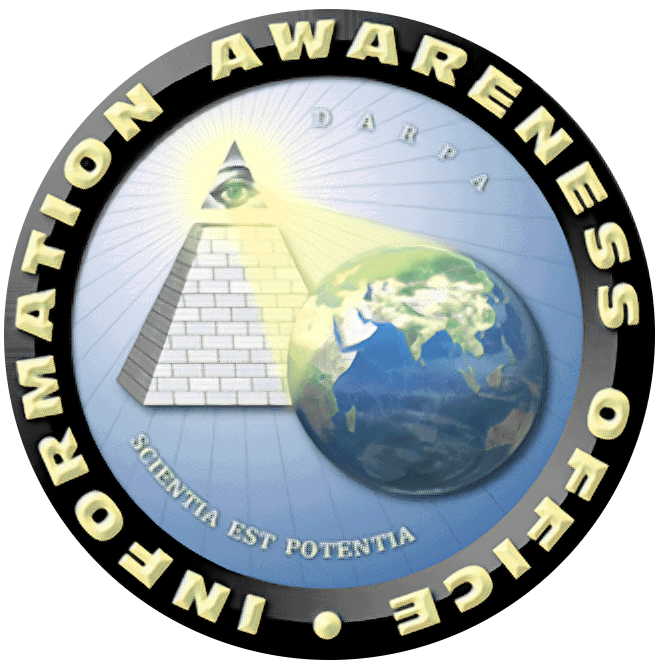
Logotipo del Information Awareness Office.

DARPA recibió la atención de los medios en 2002 y 2003 luego de haber creado proyectos como Information Awareness Officeen: y Combat Zones That See (CTS), los cuales fueron demandados por los activistas de libertades civiles tanto de izquierda como de derecha como inaceptablemente Orwellianos.

## ARPA y DARPA en la ficción
- En la serie de videojuegos Metal Gear Solid, se mencionan tanto a ARPA como a DARPA como parte del argumento, y hace referencia a cómo ARPA finalmente se convierte en DARPA en el futuro. Se nota también la polémica propuesta de una Bolsa de Análisis de Políticas, que usa una bolsa electrónica futurista para ayudar a efectuar el comercio de contratos futuros basado en posibles desarrollos políticos en varios países de Oriente Medio. En el videojuego Vanquish el tutorial se realiza en un recinto de pruebas de DARPA.
- En 2010, en el videojuego Tom Clancy's Splinter Cell: Conviction se hace referencia a Darpa como parte de la historia del juego.
- En julio de 2013, en la película Pacific Rim también se menciona que la tecnología empleada para realizar la conexión entre Jagger y piloto, tiene una interfaz DARPA.
- En la película de 2015 Project Almanac, unos adolescentes construyen una máquina del tiempo, con planos encontrados en el sótano de la casa de uno de ellos, ya que su padre trabaja para DARPA, a lo largo de la película se menciona en múltiples ocasiones esta organización.
- En 2018, en el anime Steins;Gate 0 se presenta a DARPA como una de las tres facciones que están en la búsqueda de Rintaro Okabe y Amadeus (IA con los recuerdos de Kurisu Makise) para desarrollar y controlar la tecnología de salto y viajes en el tiempo.